# Кокуска
Кокуска је село у административном дистрикту Гмина Пивњична-Здрој у новосончанској општини, малопољском војводству, у јужној Пољској, близу границе са Словачком. Лежи приближно 4 km (2 миље) североисточно од Пивњичне-Здрој, 18 km (11 миља) јужно од Новог Сонча и 88 km (55 миља) југоисточно од регионалног главног града Кракова. Село има популацију од 640 људи.